# Mu ren zhuang
Muk yan jong, mudjong, moodjong (em cantonês) ou mu ren zhuang (em mandarim) é um boneco de madeira utilizado para treinamento de refinamento das formas das artes marciais chinesas. Por exemplo, para treinamento das formas Siu Nin Tau, Chun Kiu e Biu Ji do estilo wing chun de kung fu. Muk significa "madeira", yan "homem" e jong "pilar". Assim, muk yan jong significa "pilar do homem de madeira" ou "pilar de madeira do homem". Esse pilar ou boneco não é para ser utilizado como um saco de pancadas, mas para corrigir e refinar os movimentos aprendidos em formas anteriores. Tradicionalmente feito de madeira, atualmente existem versões feitas em aço ou plástico.

## No wing chun
Uma curiosidade é que o boneco de madeira do wing chun contém praticamente todas as técnicas de mão e de pé e os princípios da luta. Representa o ponto culminante do conjunto das técnicas de mãos livres. A prática constante desenvolve a força nos braços, pulsos, pernas e desenvolve o controle da energia e outros atributos do wing chun.
Uma lenda popular diz que o mu ren zhuang surgiu quando 108 bonecos de madeira do templo Shaolin foram combinados em um pela monja Ng Mui para tornar o treinamento mais eficiente. A versão do aparelho para o wing chun tem três braços e uma perna. Tradicionalmente, o aparelho era fixo no chão, mas Yip Man desenvolveu, em Hong Kong, a versão contemporânea, fixa à parede, ideal para quem vive em apartamentos.

## No choy lay fut
O estilo choy lay fut de kung fu utiliza versões próprias de mu ren zhuang, com braços móveis e sacos de areia, como o ching jong, sui sau jong, ma jong, qiang bao zhuang e sha bao zhuang.